# Municipio de San Rafael Petzal
Municipio de San Rafael Petzal är en kommun i Guatemala.   Den ligger i departementet Departamento de Huehuetenango, i den västra delen av landet, 150 km nordväst om huvudstaden Guatemala City.
Följande samhällen finns i Municipio de San Rafael Petzal:
- San Rafael Petzal